# Tuluszka (wieś)
Tuluszka (ros. Тулюшка) – wieś (sieło) w Rosji, w obwodzie irkuckim, w rejonie kujtuńskim. W 2010 liczyła 311 mieszkańców.